# Szenzoros szivárgás
A szenzoros szivárgás az extraszenzoros percepció (ESP) kutatásában használt szakkifejezés, mely egyike az elégtelen ellenőrzés kritériumainak.
ESP kutatásokban szenzoros szivárgásról beszélhetünk abban az esetben, ha a kísérleti személynek – véletlenül, vagy csalást alkalmazva – módjában áll normális (értsd: nem paranormális) érzékleti úton információhoz jutni a kísérlet ingeranyagáról.